# 麥覺理網絡電台
麥覺理網絡電台擁有並經營悉尼的2GB和2CH電台。它是一間上市公司，由最大股東－廣告人John Singleton所有；首席執行官是Angela Clarke。
2GB是悉尼最多聽眾收聽的電台。(2006年1月) 它的招牌節目主持人Alan Jones負責主持早上早餐時段節目。它是一個烽煙、清談式的電台。
2CH的收聽對象是40歲以上的聽眾。

## 外部連結
- 2GB網站 （页面存档备份，存于）